# Haerin
Kang Hae-rin (en coreano: 강해린 (); Seúl, 15 de mayo de 2006), más conocida por su nombre artístico Haerin, es una cantante y modelo surcoreana. Es conocida por ser miembro del grupo femenino surcoreano NewJeans, que debutó el 22 de julio de 2022 bajo el sello discográfico ADOR.

## Biografía
Kang Hae-rin nació el 15 de mayo de 2006 en Seúl. Su familia está formada por sus padres y una hermana menor, nacidas con tres años de diferencia. Inicialmente asistió a la Escuela Primaria Boramae de Seúl antes de cambiarse a la Escuela Primaria Kwiin. Asistió a la escuela secundaria Pyeongchon antes de abandonarla, aunque más tarde aprobó los exámenes de calificación de la escuela secundaria y preparatoria para obtener un certificado equivalente al GED. Fue aprendiz en otra agencia antes de unirse oficialmente a Source Music a principios de 2020.

## Carrera

### 2022-presente: Debut con NewJeans y trabajos en solitario
El 1 de julio de 2022, ADOR adelantó el lanzamiento de su primer grupo femenino NewJeans al publicar tres animaciones con los números "22", "7" y "22" en sus cuentas de redes sociales, lo que alimentó la especulación de que el contenido se lanzaría el 22 de julio. Haerin debutó junto al grupo con el video musical para su sencillo debut "Attention" el 22 de julio de 2022, que fue lanzado por sorpresa sin ninguna promoción previa o información sobre los miembros del grupo. El 21 de julio de 2023, NewJeans lanzó su segundo extended play, Get Up, en el que Haerin fue acreditada por primera vez como letrista por su contribución a la canción "New Jeans".
El 2 de junio de 2024, Haerin debutó como presentadora especial para el K-Wave Concert Inkigayo de SBS, celebrado en el Inspire Arena en Incheon, Corea del Sur, junto a Yunho y Han Yu-jin de los grupos masculinos Ateez y Zerobaseone respectivamente.

## Imagen pública
Tras su debut, Haerin rápidamente se volvió viral en Corea del Sur y en el extranjero por sus rasgos faciales distintivos, que recuerdan a los de un gato, que se han convertido en una característica definitoria de su personalidad. The Times of India señaló que "mientras NewJeans rompe barreras y redefine los estándares, Haerin se sitúa a la vanguardia, como un faro de talento y estilo".

## Respaldos

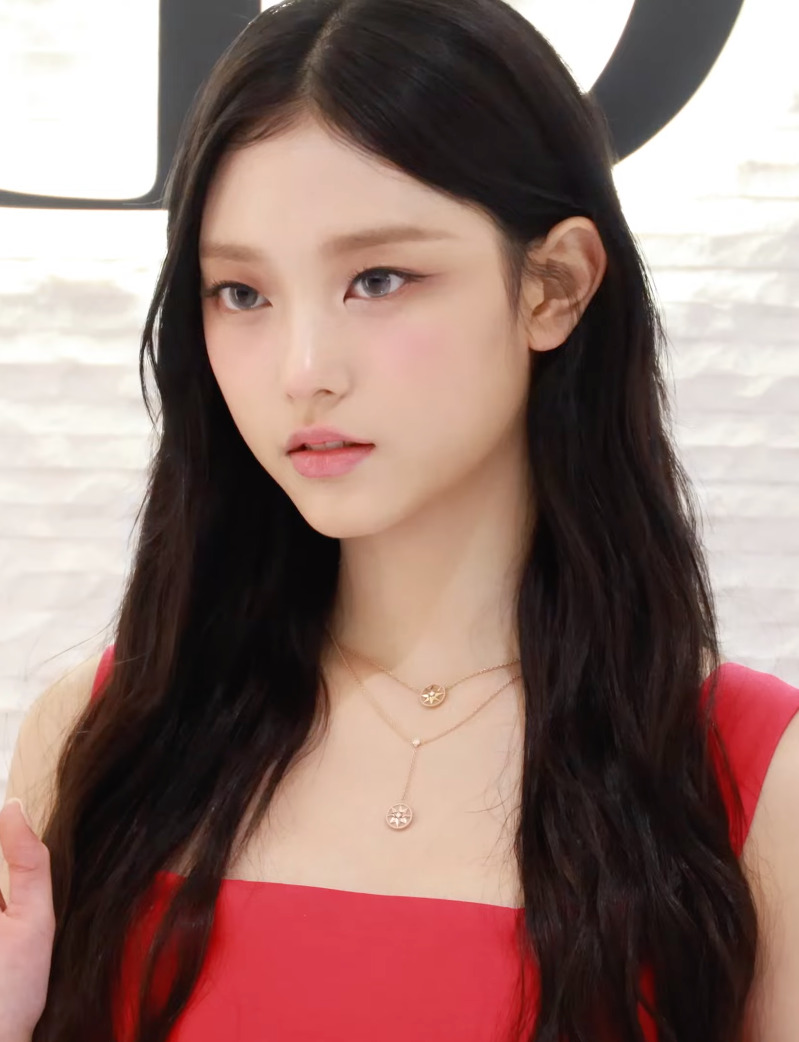
Haerin para Dior en los grandes almacenes de Hyundai en Pangyo, diciembre de 2023

El 26 de abril de 2023, Haerin fue nombrada embajadora mundial de joyería y embajadora de la casa en belleza y moda por Dior. Ella es la primera artista de K-pop en ser nombrada simultáneamente embajadora para las tres categorías.
Ha asistido a varios eventos para Dior, incluido el evento boutique femenino de la marca celebrado en los grandes almacenes Hyundai en Pangyo, la Semana de la Moda de París y el desfile de moda de otoño de la marca, celebrado en el Museo Brooklyn, el 16 de abril de 2024.
En mayo de 2024, protagonizó la campaña Denim Oblique Jacquard de Dior, desarrollada por su directora creativa Maria Grazia Chiuri. Haerin también ha aparecido en las portadas de varias revistas de moda, incluidas Vogue Hong Kong,  W Korea, y Harper's Bazaar Korea.

## Discografía

### Créditos como compositora
Todos los créditos de las canciones están adaptados de la base de datos de la Asociación de Derechos de Autor de Música de Corea, a menos que se indique lo contrario.
| Canción    | Artista(s) | Escritor(es)                                                                  | Álbum  | Año  |
| ---------- | ---------- | ----------------------------------------------------------------------------- | ------ | ---- |
| "NewJeans" | NewJeans   | Haerin, Gigi, Erika de Casier, Fine Glindvad Jensen, Park Jin-su, Frank Scoca | Get Up | 2023 |

## Filmografía

### Trabajo como presentadora
| Año  | Título                  | Notas                                          | Ref.   |
| ---- | ----------------------- | ---------------------------------------------- | ------ |
| 2024 | K-Wave Concert Inkigayo | con Yunho de Ateez y Han Yu-jin de Zerobaseone | [ 10 ] |